# Legizmus
A legizmus (kínaiul: 法家; pin-jin (pinyin) hangsúlyjelekkel: fǎjiā; magyar népszerű: fa-csia; szó szerint: „törvények iskolája”) a kínai filozófiai iskolák egyik jelentős irányzata, amely a hadakozó fejedelemségek idején, az i. e. 4. században alakult ki. A filozófiai irányzat megnevezésére használt fa-csia (fajia) kifejezést, csak később, a Han-dinasztia idején vezették be, így a legizmus képviselői magukat sohasem tekintették egy iskolának vagy irányzatnak.
A nyugati nyelveken használatos legizmus elnevezés a latin lex („törvény”) szóból származik.
A legizmusnak nem volt egy, név szerint ismert megalkotója. Jelentősége abban áll, hogy elsőként vetette el mind a konfuciánus és motista rítusokat és erény-koncepciót, mind a taoista spontaneitás-fogalmat, továbbá általában a merev hagyományokra épülő államhatalmat. A legizmus alapvető célja az volt, hogy az állam kormányzását egy objektív (nem személy-, érdek- vagy szokás-függő) mérce alapján valósítsa meg, amelyből az egyén – az uralkodót is beleértve – szubjektív szempontjait teljesen száműzik, és helyette egy objektivitásra törő írott törvénygyűjtemény (fa 法) és egy hatékonyan működő intézményrendszer váljon a kormányzás alapjává.
A legizmus azonban túl szélsőségesnek és radikálisnak bizonyult ahhoz, hogy egy egész birodalom ideológiájaként hosszú ideig fennmaradjon. Miután a kegyetlen és rövid életű Csin (Qin)-dinasztia megbukott, a legizmus tanítása, amely a dinasztia hivatalos ideológiájának szerepét betöltötte, eltűnt .

## Eredete
A legizmusnak - ellentétben a konfucianizmussal vagy a taoizmussal - nem volt egy, név szerint ismert megalkotója. A legizmus kialakulását politikusoknak, minisztereknek és reformereknek köszönheti, akik egymástól függetlenül más és más fejedelemségekben működtek az i. e. 7. századtól az i. e. 3. századig, olyanok mint a Csi (Qi) fejedelemség bölcs minisztere, Kuan Csung (Guan Zhong) 管仲 (i. e. 7-6. század), akinek a nevéről kapta címét az egyik legrégibb, egyes források szerint legista mű, a Kuan-ce (Guanzi) 管子, Ce-csan (Zichan) 子產 a Cseng (Zheng) 鄭 fejedelemség erős kezű minisztere Konfuciusz korában, akit a hagyomány a legista politikai első nagy képviselőjeként tart számon, Sen Pu-haj (Shen Buhai) 申不害, a Han-fejedelemség filozófus főminisztere az i. e. 4. században, aki elsőként dolgozta ki egy jól szervezett bürokratikus apparátusra alapozott kormányzási módszer elméletét, Sang Jang (Shang Yang) 商鞅, a Csin (Qin) fejedelemség főminisztere az i. e. 4. században, aki radikális reformjaival erősítette meg a központi hatalmat. A legizmus első nagy összegzője, a Han fejedelemségből származó Han Fej-ce (Han Feizi) 韓非子, aki i. e. 233-ban érkezett a Csin (Qin) udvarba, ahol Csin Si Huang-ti (Qin Shi Huangdi) kivégeztette, és akinek egy, a nevét viselő könyvet tulajdonítanak. A legizmus előretörésében nagy szerepet játszott továbbá Li Sze (Li Si) 李斯, aki Csin Si Huang-ti (Qin Shi Huangdi) főminisztereként keménykezű legista politikusként vonult be a történelembe. Mindegyiküknek nagyjából azonos célja volt: a központi hatalom megerősítése, a törvény tekintélyének, az uralkodók hatalmának, a miniszterek hatáskörének és a bürokratikus államapparátus erejének fokozása. Így tehát a legizmus az ország teljesen különböző részein mutathatta meg előnyeit és bizonyíthatta létjogosultságát. Végül, amikor Kínában megértek a feltételek arra, hogy létrejöjjön az egységes állam (i. e. 221.) a legizmus bizonyult a legalkalmasabbnak arra, hogy az adminisztráció radikálisabb módszereit, a megújult hivatalnoki bürokrácia rendszerét és központosított adórendszerét alkalmazva kiszolgálja egy hatalmas, immár egységes birodalom politikai, közigazgatási és ideológiai igényeit.

## Forrásai
A Han-dinasztia történeti  műve, a Han su (Han shu) bibliográfiai része, a Ji-ven-cse (Yiwenzhi) összesen tíz szerző könyvét (összesen 217 fejezet pian (pian) 篇) tüntet fel legista műként. Ezek közül öt mára elveszett, tartalmuk teljesen ismeretlen. A fennmaradt öt könyv közül a legjelentősebb, a Han Fej-ce (Han Feizi) 韓非子 teljes egészében fennmaradt. A legista ideológia másik jelentős műve a Sang (Shang) fejedelmének könyve Sang-csün-su (Shangjunshu) 商君書 / 商君书 eredeti 29 fejezetéből 5 elveszett. A további három legista műből - Sen Pu-haj (Shen Buhai) 申不害, Sen Tao (Shen Dao) 慎到, Csao Co (Chao Cuo) 晁錯 / 晁错 - csak töredékek maradtak fenn. A Han-dinasztia után összeállított, későbbi katalógusokban és bibliográfiákban néha egyéb műveket is (pl. Kuan-ce (Guanzi) 管子, Teng-hszi (Dengxi) 鄧析 is a legista iskolához tartozóként sorolnak, szigorú értelemben azonban csak Sen Pu-haj (Shen Buhai), Sen Tao (Shen Dao), Sang Jang (Shang Yang) és az őket szintetizáló Han Fej-ce (Han Feizi) tekinthető a legista hagyomány ma ismert képviselőinek.

## Ideológiája
A legisták képezték a konfucianizmussal szemben álló fő erőt mind politikai-társadalmi, mind erkölcsi téren. Míg a konfuciánusok kezdetben az erkölcsből származtatták a politikát, addig a legisták az erkölcsöt teljes mértékben a politikai érdekek alá rendelték. Többek között emiatt válhatott a kormányzás, államigazgatás sokkal reálisabb ideológiájává.
A legizmus kapcsán három alapvető kifejezést, kategóriát szokás megjelölni, amely valamennyi legista gondolkodónál kulcsfontosságú szereppel rendelkezik az ideális kormányzás, politika megvalósításában.
1. Fa (kínaiul: 法; pinjin (pinyin): fǎ; jelentése: „törvény, szabály”): A törvényeknek írott formában, törvénykönyvként kell létezniük, melynek tartalma mindenki számára világos és egyértelmű kell legyen. A törvények legyenek kiszámíthatók: az engedelmesek jutalmazásban részesüljek, a törvényeknek ellenszegülök ne kerülhessék el a büntetésüket. A törvényeket maga az uralkodó bocsátja ki. Az uralkodó többé nem az „égi mandátumnak” (tien-ming (tianming)) köszönhetően foglalja el trónusát, hanem csakis képességei teszik arra érdemessé. Ha pedig a törvények egyértelműek és mindenki számára érvényesek, akkor ezáltal még egy gyenge uralkodó is erőssé válhat.
2. Shu (kínaiul: 術; pinjin (pinyin): shù; jelentése: „módszer, művészet”): A kormányzás módszere és művészete, valamint az adminisztratív ellenőrzés eszközeinek összessége. A legisták által bevezetett politikai reformok elsősorban azon alapultak, hogy a törvények betartását egy érdemeik szerint - és nem örökölt kiváltságok alapján - kiválogatott jól működő hivatalnokapparátus ellenőrizze. Jóllehet a teljes hatalom az uralkodó kezében összpontosul, az ő szerepe gyakorlatilag annyi, hogy összemérje az alattvalói tetteit (hszing (xing)) és a rájuk bízott feladatot, majd ennek alapján (és nem személyes elfogódottság révén) döntsön az illető megjutalmazásáról (sang (shang)) vagy megbüntetéséről (fa). A jutalmazásra kizárólag akkor kerül sor, ha a feladat és a végrehajtott tett pontosan fedi egymást, és minden olyan esetben, amikor az adott személy akár túl-, akár alulteljesítette az adott feladatot, az büntetést von maga után. Ha valaki hibázik egy adott feladatkörben, akkor a büntetést könyörtelenül végre kell hajtani, függetlenül attól, hogy az illetőnek korábban milyen érdemei voltak vagy milyen társadalmi rangban van. Az ország vezetése ezáltal gyakorlatilag egyes feladatok pontos és hatékony (ugyanakkor meglehetősen mechanikus) kivitelezésére redukálódik.[3]
3. Shi (kínaiul: 勢; pinjin (pinyin): shì; jelentése: „erő, hatalom, hatalmi helyzet”): A hatalmi helyzettel az uralkodó éppen az uralkodó helyzetéből adódóan rendelkezett, ez tette őt képessé arra, hogy büntetéseket és jutalmakat szabjon ki.[3]

A végső cél az volt, hogy e három fundamentum segítségével, hogy olyan törvényeket és végrehajtási módszereket dolgozzanak ki, amely az uralkodó hatalmi helyzetével összhangban megteremtsék az erős államot, amely így képes egyesíteni az addig független, egymással ellenséges államokat, fejedelemségeket.

## A legista gondolkodók tézisei
Sen Pu-haj (Shen Buhai) (?-i. e. 337) alapvetően azokról a módszerekről (su (shu)) ismert, amelyek révén az uralkodó megfelelő módon képes szelektálni és irányítani minisztereit. Ennek elsődleges módszere a tisztán a képességek (és nem az ismeretségek, vagy családi befolyás) alapján történő alkalmazás. Miután az adott feladat követelményei és az erre a képességei alapján kiválasztott egyén konkrét feladatköre tisztázva lett, az uralkodónak a nem-cselekvés állapotában, minden személyes szimpátia vagy antipátia nélkül kell maradnia annak érdekében, hogy az alattvalók ne használhassák ki a róla szerzett információkat.
Sen Tao (Shen Dao) (kb. i. e. 360–285) a Csi (Qi)-beli Hszüan (Xuan) király által működtetett Csi-hszia (Jixia) Akadémia tagja, aki (Sang Jang (Shang Yang)gal és Sen Pu-haj (Shen Buhai)jal ellentétben) nem töltött be hivatali funkciót. Közel állt hozzá a taoizmus ideológiája is. Ugyanakkor nála található meg a hatalmi pozícióból (si (shi)) való kormányzás elve, azaz a kiváló erkölcsi kvalitásokkal rendelkező egyének is csak akkor tudnak irányítani, ha hatalom van a kezükben.
Sang Jang (Shang Yang) (i. e. 390–338) Vej (Wei) állam szülötte, de Csin (Qin)be ment, ahol húsz éven keresztül szolgált, nagy részben neki volt köszönhető Csin (Qin) állam megerősödése. Sang Jang (Shang Yang)nak köszönhetően számos reformot hajtottak végre Csin (Qin) államban: centralizáció, melynek során központilag kinevezett és fizetett magisztrátusok vezették a megyéket; a pozíciókhoz való jutás egyetlen kritériuma a háborúban vagy a mezőgazdaságban felmutatott érdemek lettek; a földeket felosztották és eladták, a kereskedelmet és a kézművességet háttérbe szorították, új adórendszert, és egységes súly- és hosszmértéket vezettek be. A neki tulajdonított mű (Sang-csün-su (Shangjunshu)) szerint az állam és a nép egymással ellentétes erők, a törvény tehát alapvetően arra szolgál, hogy az állam hatalmát megvédje a néppel szemben, és nem arra, hogy a népet védje az esetleges állami túlkapásoktól. Az állam hatalmának fenntartása érdekében az a vezetőknek világosan és érthetően kell megfogalmazni a törvényeket, és teljes szigorral kell őket betartatni mindenkivel szemben (kivéve az uralkodót és az örököst). Mivel Sang Jang (Shang Yang)nak szélsőségesen rossz véleménye volt az emberi természetről, ezért mindenekelőtt a büntetések és jutalmazás révén látta irányíthatónak az alapvetően az önzőség által motivált embereket. A domináns irányítási módszer alapvetően a büntetés volt. Minden korábbi gyakorlattal szemben semmilyen jelentőséget nem tulajdonított a precedenseknek, azaz semmiféle előképet vagy múltbeli eseményt, illetve személyt nem tartott relevánsnak az aktuális joggyakorlatot illetően. Az erény és a jóság fogalmát teljes mértékben elvetette, az államnak csak azzal kell törődnie, hogy a nép teljes mértékben engedelmeskedjen a megszabott törvényeknek. A népnek két területen kell jelen lennie, a mezőgazdasági termelésben és a hadviselésben, így a társadalomban nincsen olyanoknak helye, akik nem e két tevékenység valamelyikét végzik (például filozófus, költő, rítus-szakértő).
Han Fej-ce (Han Feizi) (i. e. 280-233) a Han állam királyi családjának leszármazottja volt, aki Li Sze (Li Si)vel együtt Hszün-ce (Xunzi) tanítványai voltak. Mikor Csin (Qin) elfoglalással fenyegette Han államot Han Fej-ce (Han Feizi)t küldték követségbe. Nem járt sikerrel, börtönbe vetették, ahol öngyilkos lett. Munkája egyesítő jellegű, melynek lényege, hogy az abszolút rend csak a törvény, a megfelelő politikai eszközök, és a mindenki által elismert autoriter hatalom együttállásakor valósulhat meg. Az államtól, törvényektől független írásokat veszélyesnek tartotta az államhatalomra. Szerinte az uralkodó feladata a büntetés és a jutalom eszközével maga körül titokzatosságot és félelmet kelteni, mert csak így vezetheti az országot. Nézete szerint nincs szükség „bölcs uralkodóra, mivel neki „csak” hagynia kell a törvényeket, a bürokráciát személytelenül működni.

## Hatása
A legizmus képezte a rövid életű Csin (Qin)-dinasztia (i. e. 221–206) hivatalos ideológiáját és gyakorlatát. Sang Jang (Shang Yang) és Han Fej-ce (Han Feizi) mellett Li Sze (Li Si) volt az, aki létrehozta a legizmus elképzeléseinek teljesen megfelelő Csin (Qin)-beli reformokat: 
- Az uralkodó mindenki fölé emelése (pl. a „Fenséges Császár” (huang-ti (huangdi)) titulus bevezetése).
- A hatalom teljes központosítása révén egy közvetlenül irányított adminisztratív rendszer létrehozása.
- Minden magántanulás szigorú betiltása, melynek következtében i. e. 213-ban az összes nem praktikus jellegű (mezőgazdaság, gyógyászat, jóslás) könyv elkoboztak és elégettek.

A legizmus szülte azt az igényt is, hogy a hadviselés szakmává váljék, tudományként kezeljék. A legizmus keretei közt születtek meg az első rendszerező hadtudományos művek is.
Annak ellenére, hogy a Csin (Qin)-birodalom bukásával, a Han-korban a konfucianizmus előretörésével a legista elképzelések is meglehetősen nehéz helyzetbe kerültek, a legista gyakorlat a későbbi időkre is nyomot hagytak a kínai állam struktúráján. Így például a 20. században Mao Ce-tung (Mao Zedong) volt az első, aki magára mint egy új Csin Si Huang-ti (Qin Shi Huangdi)ra tekintett.

### Magyarul
- Dawson, Raymond: A kínai civilizáció világa. Osiris Kiadó. Budapest, 2002. ISBN 963 389 3224
- Feng Yu-lan: A kínai filozófia rövid története. Osiris Kiadó. Budapest, 2003. ISBN 963 389 4794
- Henri Maspero: Az ókori Kína. Budapest. Gondolat Kiadó, 1978. ISBN 963-280-595-X
- Tőkei Ferenc: Kínai filozófia. Ókor. 2. kötet. Akadémia Kiadó. Budapest, 1986. ISBN 963-05-4295-1

### Idegen nyelven
- Barbieri-Low, Anthony: The Standard Measure of Shang Yang (344 B.C.). 2006.
- Creel, H.G.: The Totalitarianism of the Legalists. Chinese Thought from Confucius to Mao Tsê-tung. Chicago: The University of Chicago Press, 1953.
- Duyvendak, J. J. L.: The Book of Lord Shang: A Classic of the Chinese School of Law. London: Probsthain, 1928.
- Koi Gyula: Le légisme dans la littérature de la sinologie anglaise, française, allemande et russe. In: Gerencsér Balázs - Takács Péter (eds.): Ratio legis - ratio iuris. Liber amicorum studia A. Tamás septuagenario dedicata. Budapest:Szent István Társulat, 2011. 518-523.
- Potter, Pittman: From Leninist Discipline to Socialist Legalism: Peng Zhen on Law and Political Authority in the PRC2 (2003). ISBN 9780804745000
- Watson, Burton: Han Fei Tzu: Basic Writings. New York: Columbia University Press, 1964.